# Walsroder Zeitung

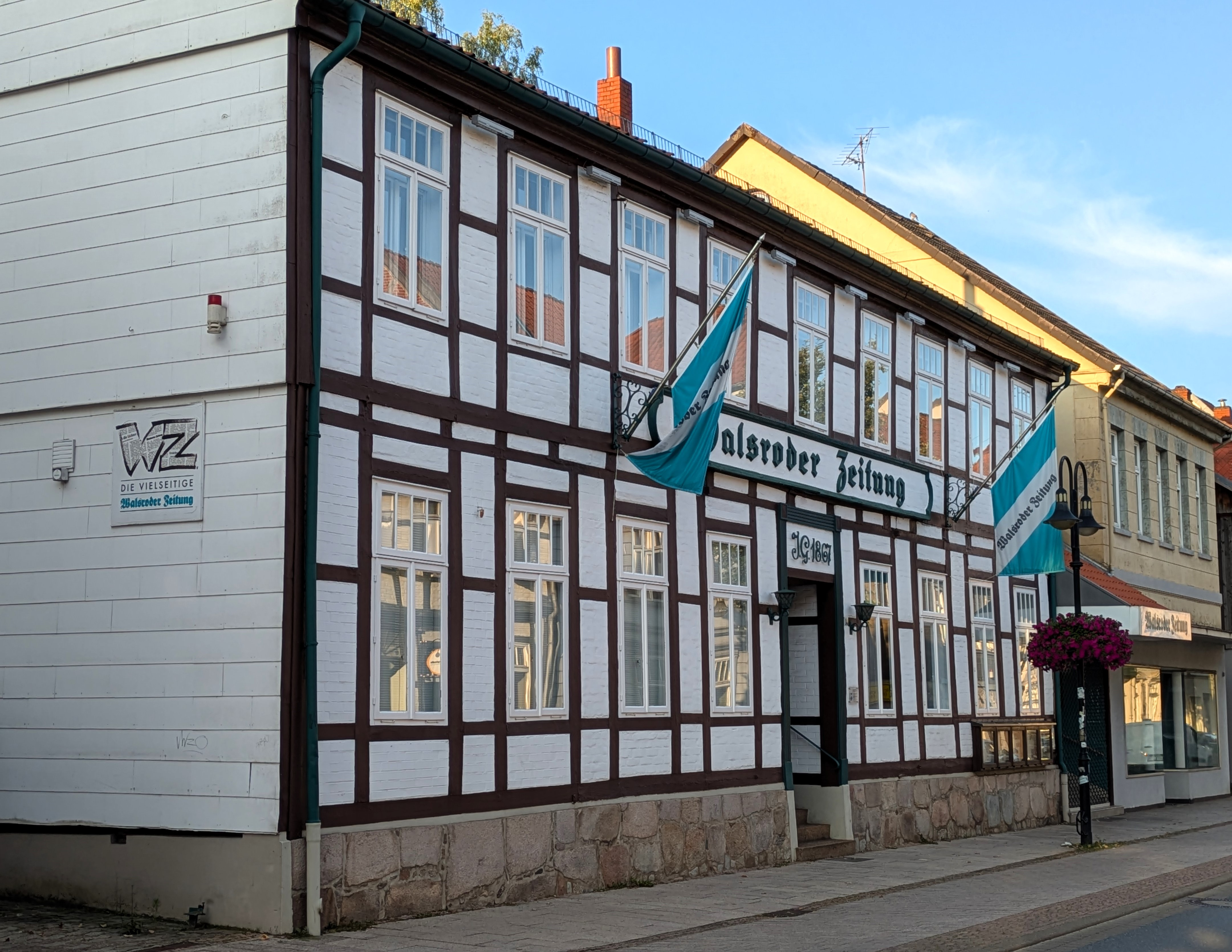
Redaktionsgebäude der Walsroder Zeitung in der Langen Straße in Walsrode

Die Walsroder Zeitung (WZ) ist die amtliche Kreis- und unabhängige Tageszeitung für den südlichen Teil des Landkreises Heidekreis in Niedersachsen. Die verkaufte Auflage beträgt 9972 Exemplare, ein Minus von 24,2 Prozent seit 1998. Ihr Verleger ist die J. Gronemann GmbH & Co. KG, gedruckt wird die Zeitung vom Druckhaus Walsrode GmbH & Co. KG. Die Walsroder Zeitung ist eine Regionalzeitung mit einer Lokalredaktion. Für überregionale Themen bedient sie sich der Mantelredaktion der Hannoverschen Allgemeinen Zeitung. Die Walsroder Zeitung erscheint im Berliner Format.

## Geschichte
Am 1. August 1867 gründete Johannes Gronemann, der aus Stade stammte, Druckerei und Verlag. Als Vorläufer der Walsroder Zeitung gab er das Walsroder Wochenblatt heraus, das zweimal wöchentlich erschien. Nach dem Tod des Gründers im Jahr 1884 führte seine Witwe Elise Gronemann die Zeitung alleine weiter. 1891 erhielt die Zeitung den Titel Walsroder Zeitung und wurde gleichzeitig amtliches Kreisblatt.
1912 erschien die Zeitung erstmals viermal wöchentlich, die Auflage lag bei 3000 Exemplaren. Acht Jahre später wurde die WZ zur Tageszeitung. 1928 übernahmen Günther Schumacher und Hans-Hubert Schumacher, die Enkelsöhne des Verlagsgründers,  die Leitung. Zu einer großen Veränderung an der Verlagsspitze kam  es erst 40 Jahre später: Nach dem Tod von Hans-Hubert Schumacher wurden Maria Muchka und Walter Röhrbein 1968 Verleger der Walsroder Zeitung. 1988 stieg Sohn Martin Röhrbein in die Verlagsführung ein, nach dem Tod seines Vaters 1983 führte Maria Muchka das Unternehmen übergangsweise alleine.
1992 feierte die WZ ihr 125-jähriges Bestehen. Zwei Jahre später wurde sie auch erstmals im Heimatort gedruckt: Mit dem Druckhaus Walsrode GmbH & Co. KG gründete der Verlag 1993 gemeinsam mit der Kreiszeitung Verlagsgesellschaft, Syke, ein neues Zeitungsdruck-Unternehmen, in dem neben der Walsroder Zeitung drei weitere lokale Tageszeitungen und diverse Anzeigenblätter gedruckt werden.
Nach 36 Jahren an der Verlagsspitze starb Maria Muchka im Jahr 2004. Seitdem führt Martin Röhrbein das Unternehmen alleine.  1999 ging die Walsroder Zeitung online: Die Internetseite www.wz-net.de entstand.
Neben der Walsroder Zeitung erscheinen im Verlag J. Gronemann GmbH & Co. KG zwei Anzeigenzeitungen, der Wochenspiegel am Sonntag und der Wochenspiegel am Donnerstag, und ein Veranstaltungsmagazin, der findling.
In den Jahren 2011 und 2012 wurde der Walsroder Zeitung unkritische Berichterstattung über das Geschäftsgebaren örtlicher Mitglieder der Hells Angels und über die Rockervereinigung selbst vorgeworfen. Der Deutsche Presserat rügte die Zeitung im Jahr 2012 wegen einseitiger Berichterstattung, weil die Zeitung die Tatsachenbehauptungen eines Hells Angels in Bezug auf ein Walsroder Stadtratsmitglied wiedergegeben hatte, ohne den Kommunalpolitiker selbst zu Wort kommen zu lassen. Dies sei mit der journalistischen Sorgfaltspflicht unvereinbar.

## Auflage
Die Walsroder Zeitung hat wie die meisten deutschen Tageszeitungen in den vergangenen Jahren an Auflage eingebüßt. Die verkaufte Auflage ist in den vergangenen 10 Jahren um durchschnittlich 0,9 % pro Jahr gesunken. Im vergangenen Jahr hat sie um 1,4 % abgenommen. Sie beträgt gegenwärtig 9972 Exemplare. Der Anteil der Abonnements an der verkauften Auflage liegt bei 75,5 Prozent.
| 1998  | 1999  | 2000  | 2001  | 2002  | 2003  | 2004  | 2005  | 2006  | 2007  | 2008  | 2009  | 2010  | 2011  | 2012  | 2013  | 2014  | 2015  | 2016  | 2017  | 2018  | 2019  | 2020  | 2021 | 2022 | 2023  | 2024  |
| ----- | ----- | ----- | ----- | ----- | ----- | ----- | ----- | ----- | ----- | ----- | ----- | ----- | ----- | ----- | ----- | ----- | ----- | ----- | ----- | ----- | ----- | ----- | ---- | ---- | ----- | ----- |
| 13162 | 13109 | 13013 | 12885 | 12735 | 12499 | 12299 | 12210 | 12074 | 11884 | 11730 | 11699 | 11471 | 11368 | 11460 | 11260 | 11113 | 10953 | 10868 | 10687 | 10452 | 10260 | 10157 | 9990 | 9633 | 10290 | 10141 |